# Waterloo (Illinois)
Waterloo è un comune degli Stati Uniti d'America, situato nell'Illinois, nella contea di Monroe, della quale è anche il capoluogo.